# Széchenyi Tímea
Széchenyi Tímea Gabriella (Budapest, 1970. augusztus 29. –) Gróf Széchenyi Család Alapítvány kuratóriumi elnöke. A Magyar Nemzeti Múzeumot alapító Széchényi Ferenc leszármazottja.

## Családja
Gróf Széchenyi István bátyjának, Gróf Széchenyi Pálnak leszármazottja. Apja gróf Széchenyi Elemér (1940–2003), anyja Jakl Erika (1944–1996). Az apai nagyszülei gróf Széchenyi Pál Imre (1909–1978) és Weimess Gabriella (1907–1958) asszony, akinek a szülei Weimess Marian (1869–1933) úr, okleveles építészmérnök, hites törvényszéki és árvaszéki szakértő, Máv főmernők és Éder Gabriella voltak; Weimess Gabriella első férje dr. oroszi Marton György (1905–1968), ügyvéd volt, akitől elvált. Széchenyi Tímea felmenői között megtalálható gróf Széchenyi Emilné kéthelyi Hunyady Mária (1870–1945) grófnő, dédanyja, illetve gróf Széchenyi Pálné krasznahorkai és csíkszentkirályi Andrássy Erzsébet grófnő (1840–1926), ükanyja. A Hunyady grófnő dédanyja révén a Liechtensteini hercegi családnak a leszármazottja, mivel gróf Széchenyi Emilné kéthelyi Hunyady Mária grófnőnek az apai nagyanyja kéthelyi Hunyady Józsefné Liechtensteini Henriette (1806–1886) hercegnő volt. Széchenyi Pálné Andrássy Erzsébet grófnő szülei pedig gróf Andrássy György (1797–1872), Sáros vármegye főispánja, földbirtokos és a bajorországi főnemes gróf Franziska zu Königsegg-Aulendorf (1814–1871) voltak. Széchenyi Tímea Széchenyi Ferenc hatodik generációját képviseli. Szüleit és nagyapját az ötvenes években kitelepítették a kastélyukból és mindenüket elvették, de nem hagyták el az országot.

## Élete
Testvére Gábor. Édesapja második házasságából született testvére: Krisztián.
Gróf Széchenyi Család Alapítvány kuratóriumának elnöke. Az alapítvány alapította az Év Széchenyi Vállalkozása Díjat és a Stádium-díjat.
Gyermekei: Márk, Viktória, Beatrix Izabella, Kinga 

## Médiaszereplések
- RTL Klub – Fókusz – Széchenyi örökösök: "Szeretném, ha megismernének bennünket", 2017. február 4.
- Kossuth Rádió – Nagyok című műsor – Nagyok Széchenyi Tímeával, 2019. január 18.
- M1 – Ma délelőtt vendége: Széchenyi Tímea Archiválva 2020. február 19-i dátummal a Wayback Machine-ben, 2020. február 2.